# Antigas unidades de medida portuguesas
As antigas unidades de medida portuguesas foram utilizadas em Portugal, Brasil e em alguns domínios coloniais portugueses até à introdução do sistema métrico. A metrologia tradicional portuguesa é o resultado da fusão da herança romana com influências posteriores de origem árabe e europeia.
O longo processo de uniformização gradual dos pesos e medidas documenta-se sobretudo a partir de meados do século XIV. No ano de 1352, alguns povoados “portucalenses” queixaram-se nas Cortes então reunidas em Lisboa por se sentirem lesados quer no pagamento dos direitos reais, quer nas rendas que pagavam a fidalgos e clérigos. D. Afonso IV mandou usar a alna de Lisboa para a medição dos panos de cor. Por sua vez, D. Pedro I (1357–67) tentou impor padrões únicos para todo o território português, decretando que as medidas de capacidade para sólidos e os pesos da carne seguissem os padrões de Santarém e as medidas de capacidade para líquidos e os restantes pesos seguissem os padrões de Lisboa.
Posteriormente, D. Afonso V (1438–81) aceitou a coexistência dos sistemas de seis localidades, cada um deles na respectiva região envolvente: Lisboa, Santarém, Coimbra, Porto, Guimarães e Ponte de Lima. Assim, continuava a reinar a confusão no reinado de D. João II (1481–95). Coexistiam nomeadamente dois importantes padrões ponderais, um dado pelo marco de Colonha (variante do marco de Colónia), e outro dado pelo marco de Tria (variante do marco de Troyes). Coexistiam também diversos arráteis com diferentes números de onças. D. João II adoptou o marco de Colonha e o arrátel de 14 onças, abolindo o marco de Tria e os restantes arráteis.
A principal reforma dos pesos e medidas foi delineada por D. Manuel I por volta de 1499-1504. Todos os pesos e medidas passaram a seguir os padrões de Lisboa. A base do sistema de pesos passou a ser dada pelo marco de Colonha. A partir da Primavera de 1503, foram distribuídos padrões de pesos, na forma de pilhas de pesos feitas em bronze no norte da Europa, a um grande número de municípios de todo o reino. Atendendo ao grande número de pilhas distribuídas (132 estão documentadas), aos tamanhos das pilhas (32, 64 e 128 arráteis) e à elaborada decoração, a reforma manuelina dos pesos não tem paralelo na Europa até ao século XVI. Em 1575, D. Sebastião complementaria a reforma manuelina através da distribuição de padrões das medidas de capacidade, também feitos em bronze.
Quando se começou a discutir a possível introdução do sistema métrico decimal, no século XIX, as unidades de medida lineares e itinerárias, e bem assim as unidades de peso, tinham já padrões legais únicos em todo o Portugal. As restantes unidades variavam de região para região, e mesmo de localidade para localidade, embora se situassem na ordem de grandeza dos padrões de Lisboa.
A introdução do sistema métrico decimal francês em Portugal foi defendida por José de Abreu Bacelar Chichorro logo em 1795. A sua proposta, que previa a adopção do sistema francês com nomes portugueses, foi retomada por uma comissão especializada em 1812-1814. O Príncipe Regente, futuro rei D. João VI, viria em 1814 a decretar a introdução do sistema métrico em Portugal e seus domínios, tendo sido fabricados e distribuídos novos padrões. O processo acabaria no entanto por ser interrompido já na época da revolução liberal. O sistema métrico decimal viria finalmente a ser introduzido pelo Decreto de 13 de dezembro de 1852, agora com a própria terminologia original francesa. O Decreto de 20 de junho de 1859 estabeleceu como obrigatório o uso exclusivo do sistema métrico. Este decreto entrou em vigor para as medidas lineares, em Lisboa a 1 de janeiro de 1860 e nas restantes localidades a 1 de março do mesmo ano. A obrigatoriedade da utilização das restantes medidas entrou em vigor, em todo o território nacional, em 1 de janeiro de 1862.
No Brasil, e não sem muita controvérsia, o imperador D. Pedro II, através do Decreto nº 1 157, de 26 de junho de 1862, substituiu em todo o Império o antigo sistema pelo sistema métrico decimal, na época chamado de sistema métrico francês. O Decreto dava um prazo de 10 anos para a substituição total, autorizava a mandar vir da França os padrões do sistema, e determinava a organização de tabelas comparativas para facilitar a conversão das medidas de um sistema para outro. Assim, o sistema métrico foi adotado na prática somente em 1872.
Os valores das unidades foram variando ao longo dos tempos. A seguir, são apresentados os valores em vigor em 1862, altura em que o sistema métrico passou a ser o único oficial em todas as medidas. Os valores que seguem são, essencialmente, os estabelecidos pelo Rei D. Manuel I no início do seu reinado.

## Medidas itinerárias
| Nome                | Subdivide-se em      | Valor em léguas de 20 ao grau | Equivalência métrica |
| ------------------- | -------------------- | ----------------------------- | -------------------- |
| Légua de 18 ao grau |                      |                               | 6 173 m              |
| Légua de 20 ao grau | 3 milhas geográficas | 1                             | 5 555 m              |
| Milha geográfica    |                      | 1/3                           | 1 851 m              |

Obs.: por Decreto de 2 de maio de 1855 foi estabelecida em Portugal a Légua Métrica, equivalente a 5 000 metros

## Medidas lineares
As medidas lineares mais antigas são a vara, o côvado, a braça e o palmo de craveira. O palmo e a polegada da Junta do Comércio foram criados em 1756 pela Junta do Comércio de Lisboa. para comércio com as Colónias, e era definido como o lado de um cubo com a capacidade equivalente a um pote ou meio almude
| Nome                          | Subdivide-se em       | Valor em varas | Equivalência métrica |
| ----------------------------- | --------------------- | -------------- | -------------------- |
| Braça                         | 2 varas               | 2              | 2,2 m                |
| Toesa                         | 6 pés                 | 1 4/5          | 1,98 m               |
| Passo geométrico              | 5 pés                 | 1 1/2          | 1,65 m               |
| Vara                          | 5 palmos              | 1              | 1,1 m                |
| Côvado                        | 3 palmos de côvado    | 34/55          | 0,68 m               |
| Pé                            | 12 polegadas          | 3/10           | 0,33 m               |
| Palmo de côvado               | 8 polegadas de côvado | 34/165         | 0,227 m              |
| Palmo de craveira             | 8 polegadas           | 1/5            | 0,22 m               |
| Palmo da Junta do Comércio    | 10 polegadas da Junta | 91/500         | 0,20 m               |
| Polegada de côvado            |                       | 34/1 320       | 28,33 mm             |
| Polegada                      | 12 linhas             | 1/40           | 27,5 mm              |
| Polegada da Junta do Comércio |                       | 91/5 000       | 20 mm                |
| Linha                         | 12 pontos             | 1/480          | 2,29 mm              |
| Ponto                         |                       | 1/5 760        | 0,19 mm              |

## Medidas de peso
Algumas observações:
(1): O grão, a menor unidade, é originário do peso de um grão de cereal, provavelmente o arroz.
(2): O vintém-de-ouro era uma medida de peso equivalente à 32ª parte de uma oitava (0,112 g). Na capitania das Minas Gerais o ouro em pó, não quintado, circulava como moeda pelo valor de um mil e duzentos réis a oitava; para as necessidades diárias 2¼ grãos era a medida menos complicada de obter-se, daí que 0,112 g (2¼ grãos) é igual a 37½ réis.
(3): Os pesos de quilates e escrópulos não eram usados na pesagem de moedas, mas na de diamantes.
(4): O arrátel era por vezes referido como "libra", mas existiram em Portugal libras muito diferentes, desde 15 a 28 onças.
(5): Não confundir a Tonelada mostrada nesta tabela com a Tonelada Métrica, equivalente a 1 000 kg.
(6): Como já explicado, a estrutura e equivalências do sistema de pesos variaram ao longo do tempo. No reinado de D. Afonso III, o Bolonhês (1248–79), a lei de 26 de dezembro de 1253 dava a equivalência de 12,5 onças para o arrátel. Sob D. Manuel I (1495-1522) o arrátel passou a valer 2 marcos ou 16 onças. A tabela mostra as principais unidades de peso usadas a partir de Dom Manuel I com as equivalências que resultam de várias avaliações do padrão da Casa da Moeda realizadas no início do século XIX. Convém notar, entretanto, que estudos recentes indicam para o arrátel manuelino um valor um pouco inferior, na ordem de 457,8 g.

## Medidas de superfície
| Nome              | Subdivide-se em        | Valor em varas quadradas | Equivalência métrica |
| ----------------- | ---------------------- | ------------------------ | -------------------- |
| Braça quadrada    | 100 palmos quadrados   | 4                        | 4,84 m²              |
| Vara quadrada     | 25 palmos quadrados    | 1                        | 1,21 m²              |
| Palmo quadrado    | 64 polegadas quadradas | 1/25                     | 484 cm²              |
| Polegada quadrada | 144 linhas quadradas   | 1/1 600                  | 7,5625 cm²           |

## Medidas de capacidade para secos deLisboa
| Nome              | Subdivide-se em      | Valor em moios | Equivalência métrica |
| ----------------- | -------------------- | -------------- | -------------------- |
| Moio              | 15 fangas            | 1              | 828 l                |
| Fanga             | 4 alqueires          | 1/15           | 55,2 l               |
| Alqueire          | 4 quartas            | 1/60           | 13,8 l               |
| Quarta            | 2 oitavas            | 1/240          | 3,45 l               |
| Oitava            | 2 maquias            | 1/480          | 1,725 l              |
| Maquia            | 2 selamins           | 1/960          | 0,8625 l             |
| Selamim           | 2 meios-selamins     | 1/1 920        | 0,43125 l            |
| meio-selamim      | 2 quartos de selamim | 1/3 840        | 0,215625 l           |
| quarto de selamim |                      | 1/7 680        | 0,1078125 l          |

## Medidas de capacidade para líquidos de Lisboa
| Nome                | Subdivide-se em        | Valor em canadas | Equivalência métrica |
| ------------------- | ---------------------- | ---------------- | -------------------- |
| Tonel               | 2 pipas                | 600              | 840 l                |
| Pipa                | 25 almudes             | 300              | 420 l                |
| Almude              | 2 potes                | 12               | 16,8 l               |
| Pote (1)            | 6 canadas              | 6                | 8,4 l                |
| Canada              | 4 quartilhos           | 1                | 1,4 l                |
| Quartilho           | 2 meios-quartilhos     | 1/4              | 0,35 l               |
| Meio-quartilho      | 2 quartos de quartilho | 1/8              | 0,175 l              |
| Quarto de quartilho |                        | 1/16             | 0,0875 l             |

(1): também conhecido por cântaro

## Toque de Ouro
| Nome    | subdivide-se em | Símbolo | Equivalência métrica   |
| ------- | --------------- | ------- | ---------------------- |
| Quilate | 4 grãos         |         | 41,66 milésimas (1/24) |
| Grão    | 8 oitavas       |         | 10,42 milésimas (1/96) |
| Oitava  |                 |         | 1,3 milésimas (1/768)  |

## Toque de Prata
| Nome             | subdivide-se em | Símbolo | Equivalência métrica |
| ---------------- | --------------- | ------- | -------------------- |
| Dinheiro         | 24 grãos        |         | 83,33 milésimas      |
| Grão do dinheiro | 4 quartas       |         | 3,47 milésimas       |
| Quarta           |                 |         | 0,87 milésimas       |